# زاحفات ملتفة الذيل
زاحفات ملتفة الذيل (الاسم العلمي:†Elyurosauria) هي أصنوفة منقرضة من الزواحف تتبع أصنوفة أشباه الزاحفات المنجلية من ثنائيات الأقواس. تضم جنس زاحفة فالي.